# Sepp Herberger
Josef "Sepp" Herberger (28. marts 1897 – 28. april 1977) var en tysk fodboldspiller og træner, bedst kendt som træneren for det vesttyske landshold, der vandt guld ved VM i 1954 i Schweiz. Det var tyskernes første VM-titel, der faldt efter en særdeles overraskende finalesejr over storfavoritterne fra Ungarn.
Herberger var tysk landstræner i to omgange, først i perioden 1932-1942 (de første fire år som assistenttræner) og senere for Vesttyskland i perioden 1950-1964. Udover triumfen i 1954 stod han også i spidsen for holdet ved VM i 1938, 1958 og 1962.
Som aktiv spiller opnåede Herberger selv at spille tre landskampe og score to mål mellem 1921 og 1925. På klubplan var han tilknyttet Waldhof Mannheim, VfR Mannheim og Tennis Borussia Berlin.